# Risiophlebia risi
Risiophlebia risi là loài chuồn chuồn trong họ Libellulidae. Loài này được Campion mô tả khoa học đầu tiên năm 1915.